# Sollevamento pesi ai Giochi della XXXIII Olimpiade - +102 kg maschile
La gara di sollevamento pesi della categoria oltre i 102 kg dei Giochi della XXXIII Olimpiade di Parigi si è svolta il 10 agosto 2024 presso il Paris Expo Porte de Versailles. La competizione è stata vinta dal georgiano Lasha T'alakhadze, mentre l'argento e il bronzo sono andati rispettivamente all'armeno Varazdat Lalayan e al bahreinita Gor Minasyan.

## Risultati
| Pos. | Atleta               | Nazionalità   | Strappo (kg) | Strappo (kg) | Strappo (kg) | Strappo (kg) | Slancio (kg) | Slancio (kg) | Slancio (kg) | Slancio (kg) | Totale |
| Pos. | Atleta               | Nazionalità   | 1            | 2            | 3            | Risultato    | 1            | 2            | 3            | Risultato    | Totale |
| ---- | -------------------- | ------------- | ------------ | ------------ | ------------ | ------------ | ------------ | ------------ | ------------ | ------------ | ------ |
|      | Lasha T'alakhadze    | Georgia       | 210          | 215          | 220          | 215          | 247          | 255          | —            | 255          | 470    |
|      | Varazdat Lalayan     | Armenia       | 210          | 215          | 218          | 215          | 247          | 252          | 256          | 252          | 467    |
|      | Gor Minasyan         | Bahrein       | 210          | 216          | 220          | 216          | 245          | 255          | 255          | 245          | 461    |
| 4    | Ali Davoudi          | Iran          | 200          | 201          | 205          | 205          | 242          | 257          | 257          | 242          | 447    |
| 5    | Man Asaad            | Siria         | 191          | 197          | 201          | 197          | 235          | 241          | 253          | 241          | 438    |
| 6    | Ali Rubaiawi         | Iraq          | 195          | 195          | 200          | 200          | 230          | 237          | 247          | 237          | 437    |
| 7    | Abdelrahman El-Sayed | Egitto        | 178          | 183          | 190          | 183          | 225          | 233          | 233          | 233          | 416    |
| 8    | David Liti           | Nuova Zelanda | 178          | 182          | 184          | 184          | 224          | 231          | 235          | 231          | 415    |
| 9    | Mart Seim            | Estonia       | 175          | 180          | 183          | 180          | 220          | 237          | 237          | 220          | 400    |
| 10   | Eishiro Murakami     | Giappone      | 170          | 180          | 180          | 180          | 200          | 220          | 230          | 220          | 400    |
| 11   | Kamil Kučera         | Rep. Ceca     | 100          | 110          | —            | 110          | 120          | 140          | —            | 140          | 250    |
| —    | Walid Bidani         | Algeria       | 190          | 190          | —            | —            | —            | —            | —            | —            | —      |